# Eleição especial para o 36º Distrito Congressional da Califórnia em 2011

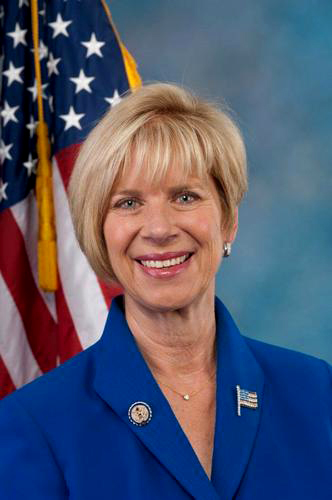
Janice Hahn, a vencedora da eleição

A Eleição especial para o 36º Distrito Congressional da Califórnia em 2011 preencheu a vaga do 36º distrito do Congresso após a renúncia da representante Jane Harman em 28 de fevereiro de 2011, que renunciou ao cargo para assumir como chefe do Woodrow Wilson International Center for Scholars.
A eleição especial primária ocorreu em 17 de maio de 2011. Ademocrata Janice Hahn recebeu o maior número de votos, indo com o republicano Craig Huey para um segundo turno. Porque nenhum dos candidatos recebeu mais de 50 por cento dos votos na primária, uma eleição especial geral foi realizada em 12 de julho de 2011, entre os dois principais candidatos. O segundo turno foi vencido por Janice Hahn.

## Resultados
|  | Democrata   | Janice Hahn | 47.000 | 54,89% |
|  | Republicano | Craig Huey  | 38.624 | 45,11% |